# Jonathan H. Turner
Jonathan H. Turner je (* 7. srpna 1942 Oakland Kalifornie) je americký sociolog.
Je primárně obecným teoretikem. Existující teorie se pokouší integrovat do více robustních, komplexních obecných vysvětlujících teorií. Kromě teoretické práce se také zajímá o dílčí disciplíny jako etnická diskriminace, instituce, evolucionární sociologie a sociologie emocí. Od roku 1969 působí na Kalifornské universitě (University of California, Riverside).
Je autorem nebo spoluautorem 38 knih a 200 článků.